# Patrick Cassidy (componist)
Patrick Cassidy (Claremorris, 1956) is een Iers klassiek componist. Hij werkte mee aan de muziek voor verschillende tv-dramas en films. In 2004 bracht hij samen met de Australische zangeres Lisa Gerrard het album Immortal Memory uit. In 2001 werd hij wereldwijd geprezen voor zijn opera-aria, "Vide cor meum" die hij samen met Hans Zimmer had gecomponeerd voor de soundtrack van de film Hannibal.